# Pierre Brunet
Pierre Brunet (Le Quesne, França 1902 - Boyne City, Estats Units 1991) fou un patinador francès, un dels més complets de la dècada del 1920.

## Biografia
Va néixer el 28 de juny de 1902 a Le Quesne, població situada al departament francès del Somme.
El 1929 es casà amb Andrée Joly, la seva companya de patinatge. Establerts als Estats Units al final de la seva carrera esportiva morí el 27 de juliol de 1991 a la seva residència de Boyne City, població situada a l'estat de Michigan.

## Carrera esportiva
Durant la dècada del 1920 Brunet aconseguí guanyar de forma consecutiva les edicions del Campionat Nacional de França de patinatge artístic en categoria individual entre els anys 1924 i 1931 (exceptuant l'edició de 1926), i juntament amb la seva parella Andrée Joly les edicions entre els anys 1924 i 1933.
Juntament amb Andrée Joly l'any 1924 participaren en els Jocs Olímpics d'hivern de Chamonix (França), aconseguint la medalla de bronze en la final de parelles i el vuitè lloc en categoria individual. En l'edició de 1928 celebrada a Sankt Moritz (Suïssa) aconseguiren la medalla d'or i finalitzà setè en la prova individual, i novament en l'edició de 1932 realitzada a Lake Placid (Estats Units) tornaren a aconseguir la victòria en la disciplina de parelles.
En els Campionat del Món de patinatge artístic l'any 1925 la parella aconseguí la plata i en les edicions de 1926, 1928, 1930 i 1932 amb la medalla d'or. Amb la victòria al Campionat d'Europa de patinatge artístic l'any 1932, aquell any aconseguiren les tres victòries més importants a nivell mundial (Jocs Olímpics, Mundial i Europeu).
L'any 1936 refusaren participar en els Jocs Olímpics d'Hivern de 1936 realitzats a Garmisch-Partenkirchen en protesta al règim nazi. El 1936 van esdevenir professionals i l'any 1940 s'establiren als Estats Units, on van esdevenir entrenadors de futurs patinadors com Carol Heiss i Scott Hamilton.